# Gyeongju
Gyeongju (em coreano:  경주시) é uma cidade na província de Gyeongsang do Norte, Coreia do Sul. Gyeongju foi a capital do antigo reino de Silla (57 a.C. - 935 d.C.), que governou cerca de dois terços da Península Coreana entre os séculos VII e IX.